# Роге
Роге је насеље у Србији у општини Пожега у Златиборском округу. Према попису из 2022. било је 247 становника. У атару села се налази Бања Роге или Рошка бања.
Из Роге су били Милован Јованчић и Милун Видић. Овде се налази ОШ „Емилија Остојић” ИО Роге.

## Демографија
У насељу Роге живи 379 пунолетних становника, а просечна старост становништва износи 49,7 година (46,9 код мушкараца и 52,5 код жена). У насељу има 173 домаћинства, а просечан број чланова по домаћинству је 2,45.
Ово насеље је великим делом насељено Србима (према попису из 2002. године), а у последња три пописа, примећен је пад у броју становника.
|  |

| Демографија | Демографија | Демографија |
| Година      | Становника  | Становника  |
| ----------- | ----------- | ----------- |
| 1948.       | 1.317       |             |
| 1953.       | 1.254       |             |
| 1961.       | 1.158       |             |
| 1971.       | 939         |             |
| 1981.       | 759         |             |
| 1991.       | 589         | 589         |
| 2002.       | 424         | 426         |

| Етнички састав према попису из 2002.‍ | Етнички састав према попису из 2002.‍ | Етнички састав према попису из 2002.‍ | Етнички састав према попису из 2002.‍ | Етнички састав према попису из 2002.‍ |
| ------------------------------------ | ------------------------------------ | ------------------------------------ | ------------------------------------ | ------------------------------------ |
|                                      |                                      |                                      |                                      |                                      |
| Срби                                 | Срби                                 |                                      | 420                                  | 99,05%                               |
| Црногорци                            | Црногорци                            |                                      | 3                                    | 0,70%                                |
| Хрвати                               | Хрвати                               |                                      | 1                                    | 0,23%                                |
| непознато                            | непознато                            |                                      | 0                                    | 0,0%                                 |

| Година пописа     | 1948. | 1953. | 1961. | 1971. | 1981. | 1991. | 2002. |
| ----------------- | ----- | ----- | ----- | ----- | ----- | ----- | ----- |
| Број домаћинстава | 242   | 246   | 250   | 245   | 248   | 203   | 173   |

| Број чланова      | 1  | 2  | 3  | 4  | 5  | 6 | 7 | 8 | 9 | 10 и више | Просек |
| ----------------- | -- | -- | -- | -- | -- | - | - | - | - | --------- | ------ |
| Број домаћинстава | 54 | 60 | 16 | 23 | 12 | 6 | 2 | 0 | 0 | 0         | 2,45   |

| Пол    | Укупно | Неожењен/Неудата | Ожењен/Удата | Удовац/Удовица | Разведен/Разведена | Непознато |
| ------ | ------ | ---------------- | ------------ | -------------- | ------------------ | --------- |
| Мушки  | 193    | 59               | 112          | 18             | 4                  | 0         |
| Женски | 195    | 20               | 116          | 56             | 3                  | 0         |
| УКУПНО | 388    | 79               | 228          | 74             | 7                  | 0         |

| Пол    | Укупно                    | Пољопривреда, лов и шумарство | Рибарство                            | Вађење руде и камена | Прерађивачка индустрија       |
| ------ | ------------------------- | ----------------------------- | ------------------------------------ | -------------------- | ----------------------------- |
| Мушки  | 99                        | 36                            | 0                                    | 0                    | 28                            |
| Женски | 60                        | 33                            | 0                                    | 0                    | 19                            |
| УКУПНО | 159                       | 69                            | 0                                    | 0                    | 47                            |
| Пол    | Производња и снабдевање   | Грађевинарство                | Трговина                             | Хотели и ресторани   | Саобраћај, складиштење и везе |
| Мушки  | 1                         | 7                             | 2                                    | 0                    | 11                            |
| Женски | 0                         | 0                             | 2                                    | 0                    | 0                             |
| УКУПНО | 1                         | 7                             | 4                                    | 0                    | 11                            |
| Пол    | Финансијско посредовање   | Некретнине                    | Државна управа и одбрана             | Образовање           | Здравствени и социјални рад   |
| Мушки  | 0                         | 0                             | 6                                    | 1                    | 1                             |
| Женски | 0                         | 0                             | 0                                    | 2                    | 4                             |
| УКУПНО | 0                         | 0                             | 6                                    | 3                    | 5                             |
| Пол    | Остале услужне активности | Приватна домаћинства          | Екстериторијалне организације и тела | Непознато            | Непознато                     |
| Мушки  | 1                         | 0                             | 0                                    | 5                    | 5                             |
| Женски | 0                         | 0                             | 0                                    | 0                    | 0                             |
| УКУПНО | 1                         | 0                             | 0                                    | 5                    | 5                             |